# پرواز دو دیوانه
پرواز دو دیوانه با نام اصلی شیاطین پرنده (به انگلیسی: The Flying Deuces) فیلمی زوج هنری در سبک کمدی به کارگردانی ای ادوارد سادرلند است که در سال ۱۹۳۹ منتشر شد.

## خلاصه داستان
الیور بعد از اینکه متوجه می‌شود دختر رویاهایش ژورژت با یک افسر ارتش ازدواج کرده‌است افسرده می‌شود. برای فراموش کردن این واقعه او و دوستش لورل به ارتش می پیوندند . اما در آنجا در یک عملیات آن‌ها را به اعدام محکوم می‌کنند. آن‌ها با یک هواپیمایی دزدی موفق می‌شوند که فرار کنند اما ….

## بازیگران
- استن لورل
- اولیور هاردی
- جین پارکر
- رجینالد گاردینر
- جیمز فینلیسون
- چارلز میدلتون
- ژان دل وال
- جیمز فینلیسون
- مایکل ویزاروف
- ریچارد کریمر